# میونبه
شهر میونبه (به سوئدی: Mjölby) در ناحیه شهری میونبه در کشور سوئد واقع شده‌است. جمعیت این شهر ۱۴۳۴٫۳۱  نفر است.